# Svitlana Maziy
Svitlana Ivanivna Maziy (ukrainien : Світлана Іванівна Мазій) aussi orthographié Svetlana Ivanovna Mazy (ukrainien : Светлана Ивановна Мазий), née le 30 janvier 1968 à Kiev (RSS d'Ukraine), est une ancienne rameuse soviétique puis ukrainienne. Elle est double médaillée d'argent aux Jeux de 1988 et de 1996.

## Carrière
Représentant l'Union soviétique aux Jeux olympiques d'été de 1988, Svitlana Maziy remporte la médaille d'argent en quatre de couple. Huit ans plus tard, représentant l'Ukraine à ceux de 1996, elle remporte une seconde médaille d'argent sur la même discipline. Elle remporte également trois médailles d'argent et trois de bronze aux Mondiaux entre 1987 et 1999.

## Palmarès

### Jeux olympiques
- Jeux olympiques d'été de 1996 à Atlanta ( États-Unis) :
  -  médaille d'argent en quatre de couple
- Jeux olympiques d'été de 1988 à Séoul ( Corée du Sud) :
  -  médaille d'argent en quatre de couple

### Championnats du monde
- Championnats du monde 1999 à Saint Catharines ( Canada) :
  -  médaille d'argent en quatre de couple
- Championnats du monde 1997 à Aiguebelette-le-Lac ( France) :
  -  médaille de bronze en quatre de couple
- Championnats du monde 1994 à Indianapolis ( États-Unis) :
  -  médaille de bronze en quatre de couple
- Championnats du monde 1990 à Tasmanie ( Australie) :
  -  médaille d'argent en quatre de couple
- Championnats du monde 1989 à Bled ( Slovénie) :
  -  médaille d'argent en quatre de couple
- Championnats du monde 1987 à Copenhague ( Danemark) :
  -  médaille de bronze en quatre de couple